# Leota
Leota és una concentració de població designada pel cens dels Estats Units a l'estat de Minnesota. Segons el cens del 2000 tenia 230 habitants.

## Demografia
Segons el cens del 2000, Leota tenia 230 habitants, 113 habitatges, i 76 famílies. La densitat de població era de 65,3 habitants per km².
Dels 113 habitatges en un 17,7% hi vivien nens de menys de 18 anys, en un 64,6% hi vivien parelles casades, en un 1,8% dones solteres, i en un 31,9% no eren unitats familiars. En el 31,9% dels habitatges hi vivien persones soles el 23,9% de les quals corresponia a persones de 65 anys o més que vivien soles. El nombre mitjà de persones vivint en cada habitatge era de 2,04 i el nombre mitjà de persones que vivien en cada família era de 2,52.
Per edats la població es repartia de la següent manera: un 15,7% tenia menys de 18 anys, un 4,3% entre 18 i 24, un 17% entre 25 i 44, un 24,3% de 45 a 60 i un 38,7% 65 anys o més.
L'edat mediana era de 58 anys. Per cada 100 dones de 18 o més anys hi havia 86,5 homes.
La renda mediana per habitatge era de 30.568 $ i la renda mediana per família de 35.625 $. Els homes tenien una renda mediana de 27.019 $ mentre que les dones 30.714 $. La renda per capita de la població era de 15.664 $. Entorn del 10,6% de les famílies i el 8,5% de la població estaven per davall del llindar de pobresa.

## Poblacions més properes
El següent diagrama mostra les poblacions més properes.